# Станковци
Станковци су насељено мјесто и средиште истоимене општине у Далмацији. Припадају Задарској жупанији у Републици Хрватској.

## Географија
Станковци се налазе око 18 км југоисточно од Бенковца, на државном путу Бенковац – Шибеник.

## Историја
Насеље се до распада Југославије 1991. године налазило у некадашњој великој општини Бенковац.

## Становништво
Према попису становништва из 2011. године, насеље Станковци су имали 688 становника.
| Демографија | Демографија | Демографија |
| Година      | Становника  | Становника  |
| ----------- | ----------- | ----------- |
| 1961.       | 1.264       |             |
| 1971.       | 1.182       |             |
| 1981.       | 1.006       |             |
| 1991.       | 955         |             |
| 2001.       | 740         |             |
| 2011.       |             | 688         |

## Попис 1991.
На попису становништва 1991. године, насељено место Станковци је имало 955 становника, следећег националног састава:
| Попис 1991.‍  | Попис 1991.‍  | Попис 1991.‍ | Попис 1991.‍ | Попис 1991.‍ |
| ------------ | ------------ | ----------- | ----------- | ----------- |
|              |              |             |             |             |
| Хрвати       | Хрвати       |             | 941         | 98,53%      |
| Албанци      | Албанци      |             | 2           | 0,20%       |
| Словенци     | Словенци     |             | 1           | 0,10%       |
| Срби         | Срби         |             | 1           | 0,10%       |
| неопредељени | неопредељени |             | 2           | 0,20%       |
| непознато    | непознато    |             | 8           | 0,83%       |
| укупно: 955  |              |             |             |             |